# Arthroleptis poecilonotus
Arthroleptis poecilonotus е вид жаба от семейство Arthroleptidae. Видът не е застрашен от изчезване.

## Разпространение
Разпространен е в Бенин, Габон, Гана, Гвинея, Гвинея-Бисау, Демократична република Конго, Екваториална Гвинея, Камерун, Кот д'Ивоар, Либерия, Нигерия, Того, Уганда и Южен Судан.

## Описание
Популацията на вида е стабилна.